# Acanthomytilus graminis
Acanthomytilus graminis är en insektsart som beskrevs av Young och Hu 1980. Acanthomytilus graminis ingår i släktet Acanthomytilus och familjen pansarsköldlöss. Inga underarter finns listade i Catalogue of Life.